# Porophila
Genre
Porophila est un genre de coléoptères de la famille des Ptiliidae.

## Publication originale
- (en) Henry S. Dybas, « A new genus of minute fungus-pore beetles from Oregon (Coleoptera : Ptiliidae) », Fieldiana: Zoology, Chicago, FMNH, vol. 34, no 38,‎ 15 mars 1956, p. 441-448 (ISSN 0015-0754 et 2162-4291, OCLC 4860591, DOI 10.5962/BHL.TITLE.3233, lire en ligne).